# Länssjukhuset Ryhov
Länssjukhuset Ryhov i Jönköping är det största sjukhuset i Jönköpings län. Det ligger i stadens östra del, i närheten av köpcentrumet Asecs. Ryhov har i dagsläget 25 basenheter och har cirka 3300 personer anställda. Sedan  2019 är Ryhov en av fyra studieorter för studenter som går på de senare terminerna av läkarprogrammet på Linköpings universitet.

## Historia
Länssjukhuset Ryhovs vårdområde täcker in 138 000 personer inom Jönköpings län. Sjukhuset är uppfört på det före detta Jönköpings regementes (I 12) kasernetablissement. Regementet avvecklades den 31 december 1927. Den 1 mars 1934 övertogs kasernetablissementet av Ryhovs sinnessjukhus och den 5 september 1988 invigdes Länssjukhuset Ryhov. I samband med att området omvandlades till ett modernt sjukhusområde, kom de tre kasernbyggnaderna att rivas. Av det ursprungliga kasernetablissementet återstår kanslihuset, matsalen, köket, gymnastikhuset, samt en rad ekonomibyggnader.
En skandinavisk arkitekttävling utlystes 1967 och avgjordes 1968. Vinnare var arkitekterna Gösta Eliasson, Anders Tengbom och Kai Vang. Ansvarig arkitekt för sjukhuset, som ersatte Jönköpings lasarett och invigdes 1988 var Gösta Eliasson. Den totala kostnaden för det nya sjukhuset uppgick till dryga 1,3 miljarder kronor, vilket gjorde det till det näst dyraste byggprojektet i Sverige under 1980-talet. Endast reaktor 3 vid Oskarshamns kärnkraftverk var dyrare. Inför att det nya länssjukhuset skulle uppföras klargjorde byggnadschefen, vid Jönköpings läns landsting, Bror Nätt att sjukhuset inte på något sätt fick kallas för Ryhov. Då han ansåg att det kunde ge upphov till fel signaler till allmänheten om det nya sjukhuset. Istället skulle sjukhuset enligt byggnadschefen kallas för Jönköpings läns landstings centralsjukhus eller bara JLLC. Sjukhuset har över 400 000 besök varje år.